# La Mort dans les nuages
Pour le téléfilm, voir La Mort dans les nuages (téléfilm).
La Mort dans les nuages (titre original : Death in the Clouds) est un roman policier d'Agatha Christie publié le 10 mars 1935 aux États-Unis sous le titre Death in the Air. Il est publié en juillet de la même année au Royaume-Uni, et deux ans plus tard, le 15 avril 1937, en France.
Ce roman est une énigme en chambre close, mettant en scène le détective belge Hercule Poirot accompagné de l'inspecteur Japp.

## Résumé
Dans un avion en plein vol, Mme Giselle est assassinée, apparemment à l'aide d'une fléchette empoisonnée lancée depuis une sarbacane sud-américaine. C'est un coup très difficile pour le tueur, car tous les passagers pouvaient le voir, y compris Hercule Poirot, qui était présent à quelques mètres de la victime. Et pourtant, l'assassin a réussi. Cependant, son aplomb et sa ruse ne feront pas le poids face aux qualités de déduction du détective belge…

## Personnages
Passagers de la cabine arrière du Prométhée
- siège no 2 : Marie Angélique Morisot, dite Mme Giselle, usurière à Paris, la victime ;
- siège no 4 : James Bell Ryder (*), directeur de cimenterie ;
- siège no 5 : Armand Dupont, archéologue ;
- siège no 6 : Jean Dupont, archéologue, fils du précédent ;
- siège no 8 : Daniel Clancy, auteur de romans policiers ;
- Wilbraham Brice, détective fictif, héros des romans de Daniel Clancy et lui dictant son comportement ;
- siège no 9 : Hercule Poirot, détective belge ;
- siège no 10 : Roger James Bryant (*), médecin à Harley Street ;
- siège no 12 : Norman Gale, chirurgien-dentiste ;
- siège no 13 : Lady Horbury, anciennement Cicely Bland (au théâtre), de son vrai nom Martha Jebb ;
- siège no 16 : Jane Grey, coiffeuse ;
- siège no 17 : l'Honorable Venetia Kerr, « proche » de Lord et Lady Horbury ;

Autres personnes à bord du Prométhée
- Henry Charles Mitchell, steward en chef ;
- Albert Davis, autre steward ;

Autres personnes
- l'inspecteur Japp ;
- Me Alexandre Thibault (*), homme de loi de Mme Giselle ;
- James Whistler (*), médecin légiste ayant opéré à l'aéroport de Croydon ;
- Henry Wintersppon (*), analyste en chef du gouvernement, faisant autorité en matière de poisons rares ;
- l'inspecteur Fournier, de la Sûreté parisienne ;
- Anne Richards née Morisot, fille illégitime de la victime ;
- Élise Grandier, domestique de confiance de Mme Giselle ;
- M. Zeropoulos, antiquaire grec tenant boutique à Paris (remplacé par un marchand de rue dans le téléfilm) ;
- Jules Perrot, employé des Universal Airlines ;
- Lord Stephen Horbury ;
- M. Antoine (*), de son vrai nom Andrew Leech, coiffeur de luxe à Londres ;
- Gladys (*), employée du salon de coiffure de M. Antoine ;
- Miss Ross (*), assistante du cabinet dentaire de Norman Gale ;
- Raymond Barraclough, ami de cœur de Lady Horbury.

N.B. : La liste des personnages du roman est différente de celle de son adaptation télévisée. Les noms des personnages absents dans le téléfilm sont suivis d'un astérisque (*).

## Élaboration du roman
Les deux premiers chapitres du roman, qui relatent les péripéties d'un voyage en avion entre Le Bourget et Croydon, ont donné l'occasion à la romancière de marier sa prédilection pour les voyages aériens — elle était sujette au mal de mer —, et son goût affirmé pour les intrigues criminelles dans un espace isolé, voire confiné et en quelque sorte coupé du monde, comme un train (Le Crime de l'Orient-Express, 1934), une île (Dix petits nègres, 1939), un bateau (Mort sur le Nil, 1937), ou encore un village isolé par une tempête de neige (Cinq heures vingt-cinq, 1931).

## Éditions
- (en) Death in the Air, New York, Dodd, Mead and Company, 10 mars 1935, 304 p.
- (en) Death in the Clouds, Londres, Collins Crime Club, juillet 1935, 256 p.
- La Mort dans les nuages  (trad. Louis Postif), Paris, Librairie des Champs-Élysées, coll. « Le Masque » (no 218), 15 avril 1937, 245 p. (BNF 31945428)
- La Mort dans les nuages (trad. Alexis Champon), dans : L'Intégrale - Agatha Christie  (préf. Jacques Baudou), t. 4 : Les années 1934-1935, Paris, Librairie des Champs-Élysées, coll. « Les Intégrales du Masque », 1992, XX-1202 p. (ISBN 2-7024-2150-5 (édité erroné), BNF 35498796)

## Adaptations
- 1992 : La Mort dans les nuages (Death in the Clouds), téléfilm de la série britannique Hercule Poirot d'ITV (épisode 4.02), avec David Suchet dans le rôle d'Hercule Poirot et Philip Jackson celui de l'inspecteur Japp ;
- 2005 : Death in the Clouds, quatre épisodes de la série animée japonaise Agatha Christie's Great Detectives Poirot and Marple.